# Sheikh Hasina
  Sheikh Hasina  (bengalí: শেখ হাসিনা)  (Tungipara Upazila, 28 de setembre de 1947), també anomenada la xeic Hasina Wajed i nascuda Hasina Rahman, ha estat primera ministra de Bangladesh del 1996 al 2001, i des del 2009 fins a la seva renúncia el 2024. És la filla gran de Sheikh Mujibur Rahman, "pare fundador" i primer president del Bangladesh independent, i vídua del físic nuclear M. A. Wazed Miah.

## Biografia
El 1975 el seu pare Sheikh Mujibur Rahman va ser assassinat juntament amb la majoria dels membres de la seva família durant un cop militar, sobrevivint ella i la seva germana mentre eren a l'estranger en aquell moment. Després de viure exiliada a l'Índia va tornar a Bangladesh en 1981 per liderar la Lliga Awami. En desembre de 1990, un aixecament de masses popular liderat per Khaleda Zia i Sheikh Hasina va destituir al dictador Hossain Mohammad Ershad, que havia arribat a la presidència després d'un cop d'estat el 1982.
Hasina va perdre les eleccions de 1991 davant Khaleda Zia. Com a líder de l'oposició, Hasina va acusar el Partit Nacionalista de Bangladesh (BNP) i va boicotejar el Parlament i les eleccions de febrer de 1992, que van ser seguides de manifestacions violentes i agitació política i finalment Zia va dimitir el 30 de març de 1996 en favor d'un govern provisional liderat per Muhammad Habibur Rahman, i Hasina es va convertir en primera ministra després d'unes noves eleccions convocades el juny de 1996. El país va començar a experimentar un creixement econòmic i una reducció de la pobresa, tot i que va romandre en agitació política fins a les eleccions de 2001 que va guanyar Zia amb un còmode avantatge amb 185 dels 283 diputats electes. Hasina havia estat la primera ministra de Bangladesh en acabar un mandat complet de cinc anys des de la independència el 1971.
Estant a l'oposició, va patir un intent d'assassinat el 2004. Un govern provisional va assumir el poder a finals d'octubre de 2006 després del final de l'administració del Partit Nacionalista de Bangladesh, però les eleccions programades per al gener de 2007 es van endarrerir a causa de la violència política i les lluites internes, la qual cosa va provocar una presa de possessió militar sense sang del govern provisional, que va acusar Hasina de corrupció i la va condemnar a mort. Però el 2008 una gran aliança de partits liderada per la Lliga Awami va guanyar les eleccions, obtenint dos terços dels escons del Parlament. En les eleccions generals de 2014 incrementà la majoria, en un clima de boicot opositor i aldarulls. Durant el seu mandat, Bangladesh acollí centenars de milers de rohingyes que fugien de les persecucions a Myanmar que van començar el 2016, on són considerats immigrants il·legals.
El resultat de les eleccions generals de Bangladesh de 2018 va ser una altra victòria contundent per a la Gran Aliança liderada per la Lliga Awami liderada per Sheikh Hasina. Les eleccions es van veure afectades per la violència i els polítics de l'oposició i la comunitat internacional van considerar que estaven manipulades.
El gener de 2022, el govern de Sheikh Hasina va aprovar una llei establint la Pensió Universal per la que tots els ciutadans de Bangla Desh, inclosos els expatriats, d'entre 18 i 60 anys tenen dret a rebre una beca mensual. Al final de l'any fiscal 2021–22, el deute extern de Bangla Desh va arribar als 95.860 milions de dòlars, un augment del 238% respecte al 2011 i el juliol de 2022, el Ministeri de Finances va sol·licitar ajuda fiscal al Fons Monetari Internacional per l'esgotament de les reserves de divises, que va accedir a aportar 4.700 milions de dòlars per ajudar a preservar l'estabilitat macroeconòmica, protegir els vulnerables i fomentar un creixement inclusiu i verd.
Les eleccions generals de Bangladesh de 2024, boicotejades per l'oposició, van suposar una gran victòria per la Lliga Awami de Sheikh Hasina, però Hasina va dimitir i va abandonar Bangladesh en direcció a l'Índia el 5 d'agost de 2024 després de setmanes de protestes estudiantils i enfrontaments entre manifestants i policia que han provocat prop de 300 morts.